# Mascarville
Mascarville est une commune française située dans le nord-est du département de la Haute-Garonne, en région Occitanie.
Sur le plan historique et culturel, la commune est dans le Lauragais, l'ancien « Pays de Cocagne », lié à la fois à la culture du pastel et à l’abondance des productions, et de « grenier à blé du Languedoc ». Exposée à un climat océanique altéré, elle est drainée par le ruisseau de Dourdou et par divers autres petits cours d'eau.
Mascarville est une commune rurale qui compte 181 habitants en 2022, après avoir connu une forte hausse de la population depuis 1975. Elle fait partie de l'aire d'attraction de Toulouse. Ses habitants sont appelés les Mascarvillois ou  Mascarvilloises.
Le patrimoine architectural de la commune comprend deux  immeubles protégés au titre des monuments historiques : le château, inscrit en 1992, et le moulin à vent en Carretou, inscrit en 1992.

## Géographie

### Localisation
La commune de Mascarville se trouve dans le département de la Haute-Garonne, en région Occitanie.
Elle se situe à 26 km à vol d'oiseau de Toulouse, préfecture du département, et à 22 km de Revel, bureau centralisateur du canton de Revel dont dépend la commune depuis 2015 pour les élections départementales.
La commune fait en outre partie du bassin de vie de Caraman.
Les communes les plus proches sont : 
Albiac (1,8 km), Caraman (2,7 km), Prunet (2,8 km), Loubens-Lauragais (3,1 km), La Salvetat-Lauragais (3,3 km), Francarville (3,5 km), Vendine (4,1 km), Saussens (4,8 km).
Sur le plan historique et culturel, Mascarville fait partie du Lauragais, occupant une vaste zone, autour de l’axe central que constitue le canal du Midi, entre les agglomérations de Toulouse au nord-ouest et Carcassonne au sud-est et celles de Castres au nord-est et Pamiers au sud-ouest. C'est l'ancien « Pays de Cocagne », lié à la fois à la culture du pastel et à l’abondance des productions, et de « grenier à blé du Languedoc ».
Mascarville est limitrophe de cinq autres communes.
Les communes limitrophes sont  Albiac, Caraman, Francarville, Loubens-Lauragais et Prunet.
| Prunet | Francarville | Loubens-Lauragais |
|        | Mascarville  | Albiac            |
|        | Caraman      |                   |

### Géologie et relief
La superficie de la commune de Mascarville est de 527 hectares. Son altitude varie de 175  à   281 mètres.

### Hydrographie

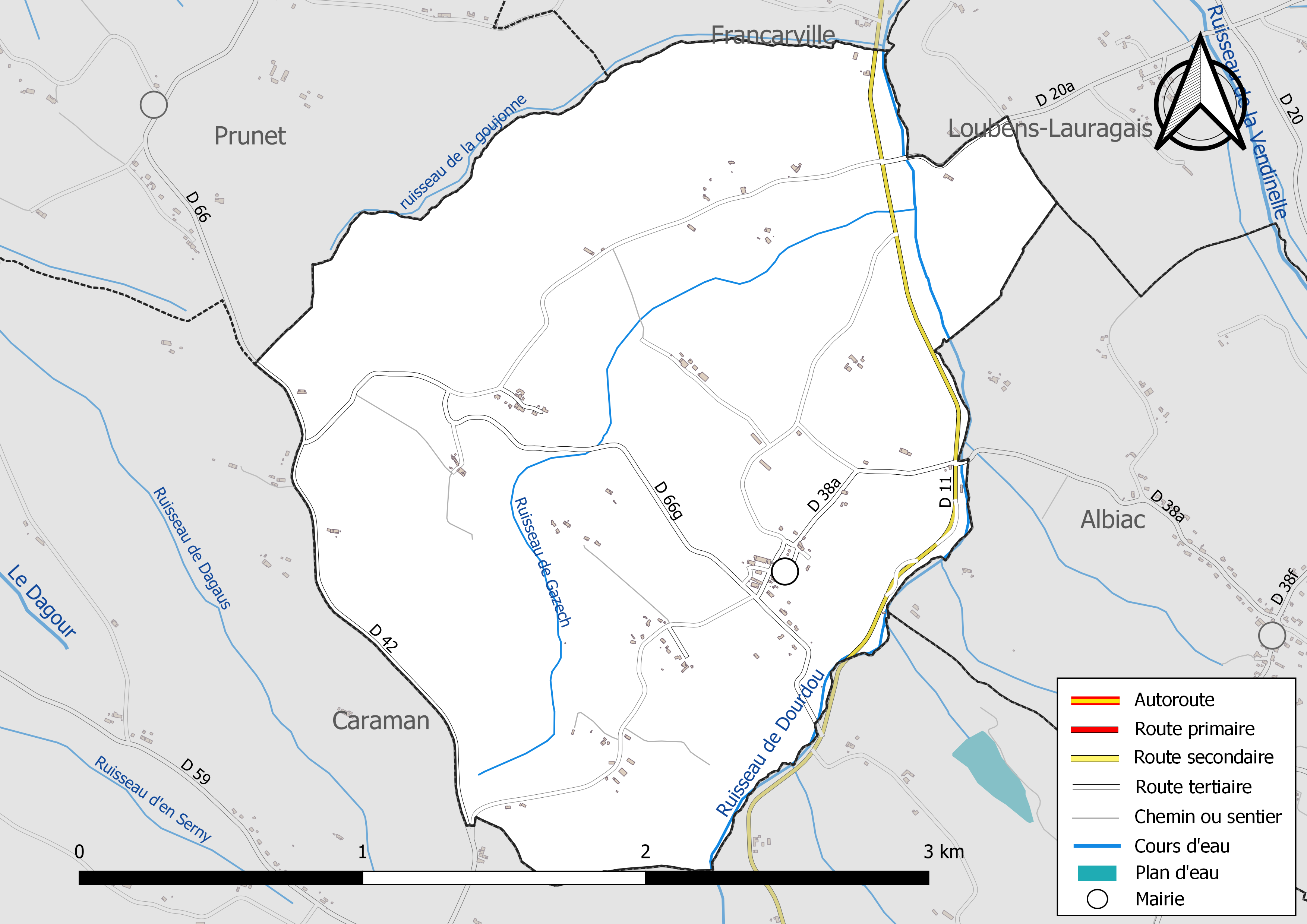
Réseaux hydrographique et routier de Mascarville.

La commune est dans le bassin de la Garonne, au sein du bassin hydrographique Adour-Garonne. Elle est drainée par le ruisseau de Dourdou, le ruisseau de Gazech, le ruisseau de la goujonne et par deux petits cours d'eau, constituant un réseau hydrographique de 6 km de longueur totale,.

### Climat
Pour des articles plus généraux, voir Climat de l'Occitanie et Climat de la Haute-Garonne.
En 2010, le climat de la commune est de type climat du Bassin du Sud-Ouest, selon une étude s'appuyant sur une série de données couvrant la période 1971-2000. En 2020, Météo-France publie une typologie des climats de la France métropolitaine dans laquelle la commune est exposée à un climat océanique altéré et est dans la région climatique Aquitaine, Gascogne, caractérisée par une pluviométrie abondante au printemps, modérée en automne, un faible ensoleillement au printemps, un été chaud (19,5 °C), des vents faibles, des brouillards fréquents en automne et en hiver et des orages fréquents en été (15 à 20 jours).
Pour la période 1971-2000, la température annuelle moyenne est de 13,1 °C, avec une amplitude thermique annuelle de 15,9 °C. Le cumul annuel moyen de précipitations est de 748 mm, avec 9,9 jours de précipitations en janvier et 5,4 jours en juillet. Pour la période 1991-2020, la température moyenne annuelle observée sur la station météorologique la plus proche, située sur la commune de Ségreville à 7 km à vol d'oiseau, est de 13,4 °C et le cumul annuel moyen de précipitations est de 747,6 mm,. Pour l'avenir, les paramètres climatiques de la commune estimés pour 2050 selon différents scénarios d'émission de gaz à effet de serre sont consultables sur un site dédié publié par Météo-France en novembre 2022.

### Milieux naturels et biodiversité
Aucun espace naturel présentant un intérêt patrimonial n'est recensé sur la commune dans l'inventaire national du patrimoine naturel,,.

## Urbanisme

### Typologie
Au 1er janvier 2024, Mascarville est catégorisée commune rurale à habitat dispersé, selon la nouvelle grille communale de densité à sept niveaux définie par l'Insee en 2022.
Elle est située hors unité urbaine. Par ailleurs la commune fait partie de l'aire d'attraction de Toulouse, dont elle est une commune de la couronne,. Cette aire, qui regroupe 527 communes, est catégorisée dans les aires de 700 000 habitants ou plus (hors Paris),.

### Risques majeurs
Le territoire de la commune de Mascarville est vulnérable à différents aléas naturels : météorologiques (tempête, orage, neige, grand froid, canicule ou sécheresse) et séisme (sismicité très faible). Un site publié par le BRGM permet d'évaluer simplement et rapidement les risques d'un bien localisé soit par son adresse soit par le numéro de sa parcelle.

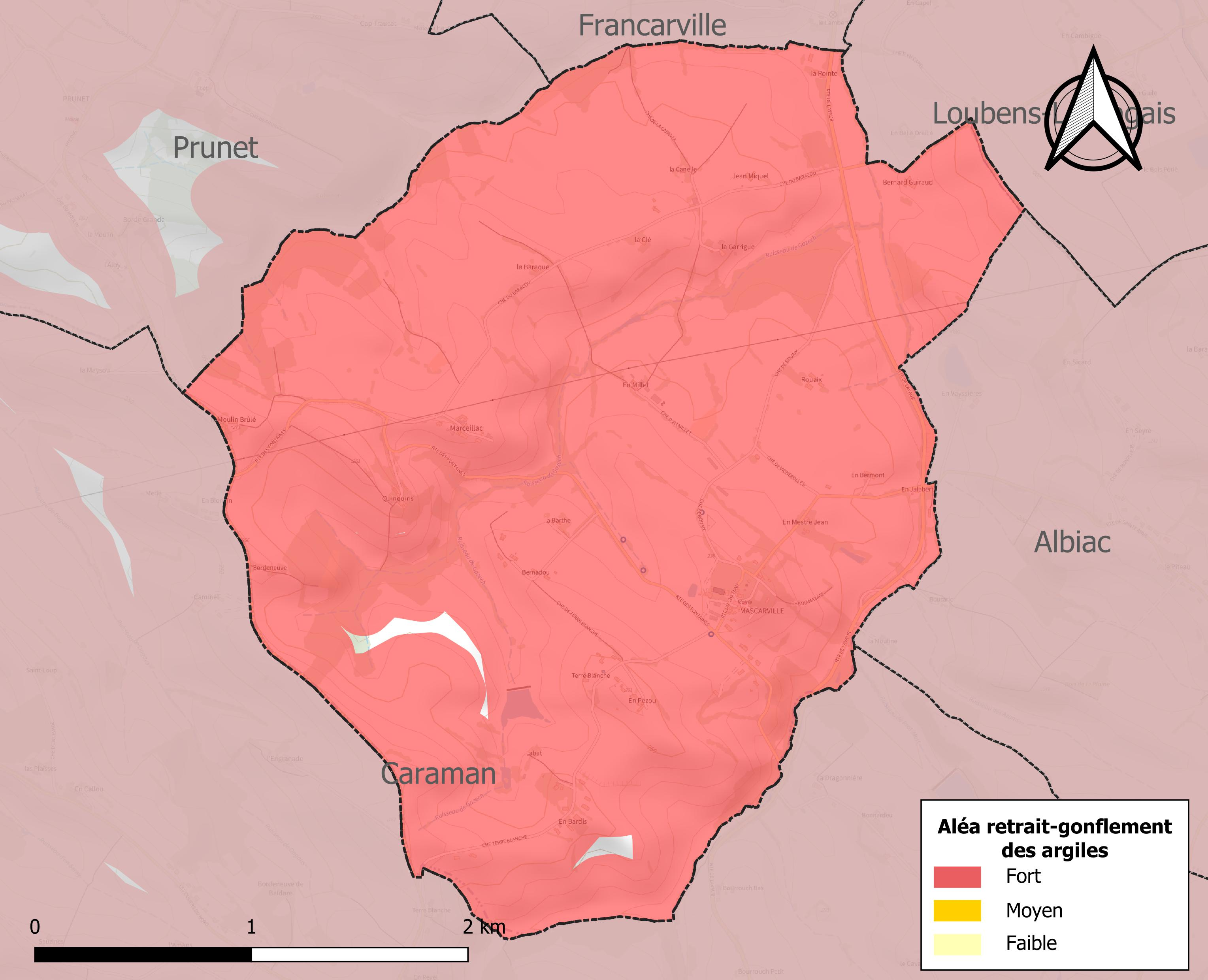
Carte des zones d'aléa retrait-gonflement des sols argileux de Mascarville.

Le retrait-gonflement des sols argileux est susceptible d'engendrer des dommages importants aux bâtiments en cas d’alternance de périodes de sécheresse et de pluie. 99,4 % de la superficie communale est en aléa moyen ou fort (88,8 % au niveau départemental et 48,5 % au niveau national). Sur les 78 bâtiments dénombrés sur la commune en 2019, 78 sont en aléa moyen ou fort, soit 100 %, à comparer aux 98 % au niveau départemental et 54 % au niveau national. Une cartographie de l'exposition du territoire national au retrait gonflement des sols argileux est disponible sur le site du BRGM,.
Par ailleurs, afin de mieux appréhender le risque d’affaissement de terrain, l'inventaire national des cavités souterraines permet de localiser celles situées sur la commune.
Concernant les mouvements de terrains, la commune a été reconnue en état de catastrophe naturelle au titre des dommages causés par la sécheresse en 2003 et 2012 et par des mouvements de terrain en 1999.

## Histoire
La commune faisait partie du comté de Caraman.

## Politique et administration

### Administration municipale
Le nombre d'habitants au recensement de 2011 étant compris entre 100 et 499, le nombre de membres du conseil municipal pour l'élection de 2014 est de onze,.

### Rattachements administratifs et électoraux
La commune fait partie de la dixième circonscription de la Haute-Garonne, de la communauté de communes des Terres du Lauragais et du canton de Revel (avant le redécoupage départemental de 2014, Mascarville faisait partie de l'ex-canton de Caraman et de la septième circonscription de la Haute-Garonne jusqu'en 2012 et avant le 1er janvier 2017, elle faisait partie de la communauté de communes Cœur Lauragais).

### Liste des maires

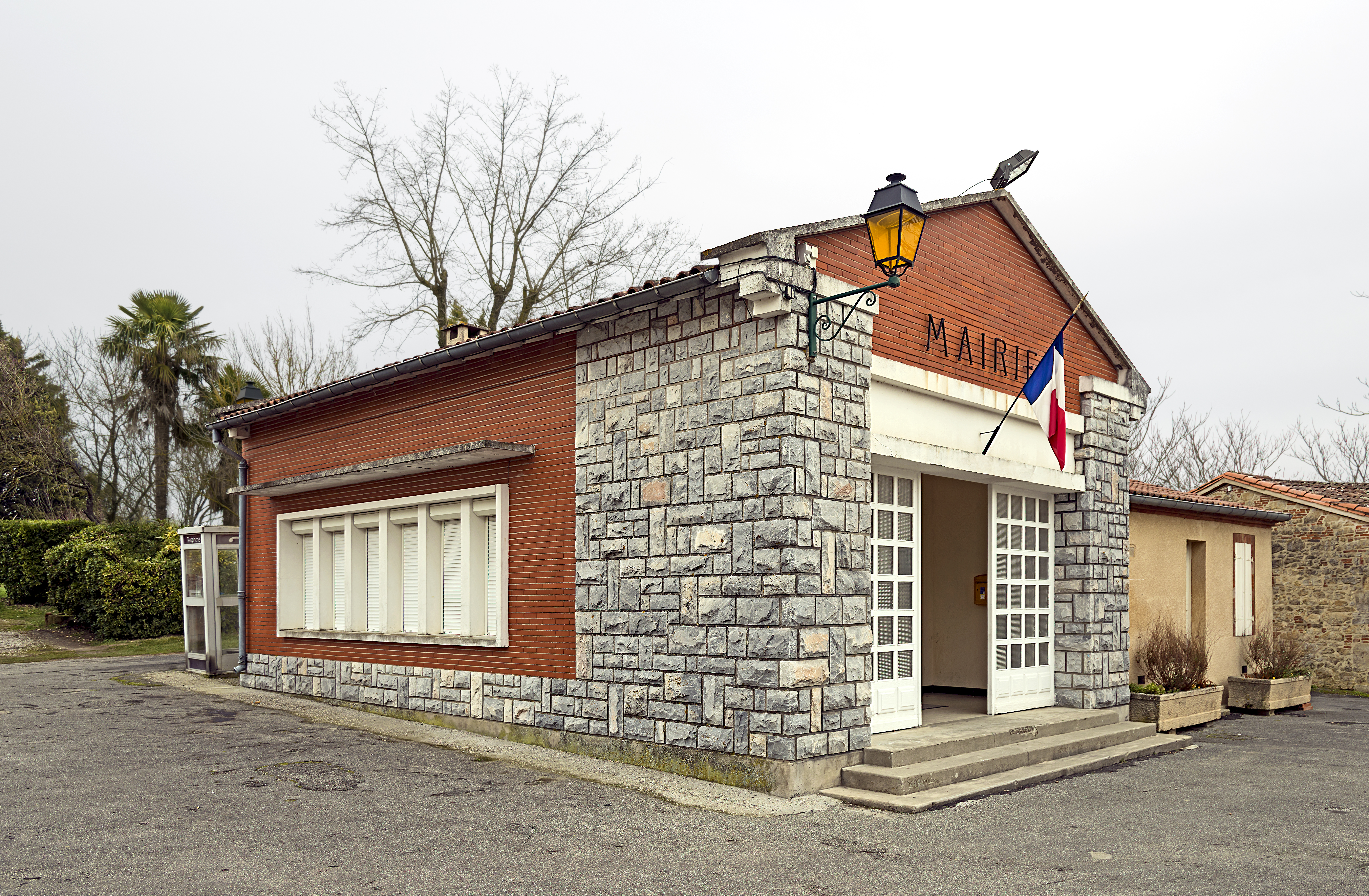
La mairie

| Période                                  | Période  | Identité           | Étiquette | Qualité       |
| ---------------------------------------- | -------- | ------------------ | --------- | ------------- |
| mars ?                                   | ?        | Ernest Touja       |           |               |
| mars 1985                                | 1997     | Roger Cazeneuve    |           |               |
| mars 1997                                | 2001     | Michel De Cambière |           |               |
| mars 2001                                | En cours | Serge Cazeneuve    | UMP-LR    | Fonctionnaire |
| Les données manquantes sont à compléter. |          |                    |           |               |

## Population et société

### Démographie
L'évolution du nombre d'habitants est connue à travers les recensements de la population effectués dans la commune depuis 1793. Pour les communes de moins de 10 000 habitants, une enquête de recensement portant sur toute la population est réalisée tous les cinq ans, les populations de référence des années intermédiaires étant quant à elles estimées par interpolation ou extrapolation. Pour la commune, le premier recensement exhaustif entrant dans le cadre du nouveau dispositif a été réalisé en 2006.

En 2022, la commune comptait 181 habitants, en évolution de +7,1 % par rapport à 2016 (Haute-Garonne : +8,02 %, France hors Mayotte : +2,11 %).
| 1793 | 1800 | 1806 | 1821 | 1831 | 1836 | 1841 | 1846 | 1851 |
| ---- | ---- | ---- | ---- | ---- | ---- | ---- | ---- | ---- |
| 234  | 271  | 272  | 282  | 302  | 281  | 295  | 293  | 305  |

| 1856 | 1861 | 1866 | 1872 | 1876 | 1881 | 1886 | 1891 | 1896 |
| ---- | ---- | ---- | ---- | ---- | ---- | ---- | ---- | ---- |
| 312  | 298  | 297  | 270  | 252  | 251  | 257  | 231  | 242  |

| 1901 | 1906 | 1911 | 1921 | 1926 | 1931 | 1936 | 1946 | 1954 |
| ---- | ---- | ---- | ---- | ---- | ---- | ---- | ---- | ---- |
| 221  | 208  | 196  | 178  | 179  | 177  | 155  | 150  | 148  |

| 1962 | 1968 | 1975 | 1982 | 1990 | 1999 | 2006 | 2011 | 2016 |
| ---- | ---- | ---- | ---- | ---- | ---- | ---- | ---- | ---- |
| 132  | 117  | 82   | 74   | 98   | 139  | 193  | 173  | 169  |

| 2021 | 2022 | - | - | - | - | - | - | - |
| ---- | ---- | - | - | - | - | - | - | - |
| 183  | 181  | - | - | - | - | - | - | - |

| selon la population municipale des années : | 1968 | 1975 | 1982 | 1990 | 1999 | 2006 | 2009 | 2013 |
| Rang de la commune dans le département      | 449  | 512  | 484  | 451  | 409  | 385  | 393  | 422  |
| Nombre de communes du département           | 592  | 582  | 586  | 588  | 588  | 588  | 589  | 589  |

### Enseignement
Mascarville est située dans l'académie de Toulouse et possède:
- une école maternelle
- une école élémentaire.

### Culture et festivité
Vide grenier, fêtes locales.

### Activités sportives
Randonnée pédestre, chasse, pétanque,

### Écologie et recyclage
La collecte et le traitement des déchets des ménages et des déchets assimilés ainsi que la protection et la mise en valeur de l'environnement se font dans le cadre de la communauté de communes Cœur Lauragais.

## Économie

### Revenus
En 2018  (données Insee publiées en septembre 2021), la commune compte 69 ménages fiscaux, regroupant 182 personnes. La médiane du revenu disponible par unité de consommation est de 23 820 € (23 140 € dans le département).

### Emploi
|                | 2008  | 2013  | 2018  |
| -------------- | ----- | ----- | ----- |
| Commune        | 5,6 % | 3,9 % | 5,8 % |
| Département    | 7,7 % | 9,6 % | 9,3 % |
| France entière | 8,3 % | 10 %  | 10 %  |

En 2018, la population âgée de 15 à 64 ans s'élève à 127 personnes, parmi lesquelles on compte 82,5 % d'actifs (76,7 % ayant un emploi et 5,8 % de chômeurs) et 17,5 % d'inactifs,. Depuis 2008, le taux de chômage communal (au sens du recensement) des 15-64 ans est inférieur à celui de la France et du département.
La commune fait partie de la couronne de l'aire d'attraction de Toulouse, du fait qu'au moins 15 % des actifs travaillent dans le pôle,. Elle compte 20 emplois en 2018, contre 23 en 2013 et 35 en 2008. Le nombre d'actifs ayant un emploi résidant dans la commune est de 100, soit un indicateur de concentration d'emploi de 19,7 % et un taux d'activité parmi les 15 ans ou plus de 70,1 %.
Sur ces 100 actifs de 15 ans ou plus ayant un emploi, 14 travaillent dans la commune, soit 14 % des habitants. Pour se rendre au travail, 89,4 % des habitants utilisent un véhicule personnel ou de fonction à quatre roues, 4,3 % les transports en commun, 2,2 % s'y rendent en deux-roues, à vélo ou à pied et 4,3 % n'ont pas besoin de transport (travail au domicile).

### Activités hors agriculture
19 établissements sont implantés  à Mascarville au 31 décembre 2019.
Le secteur de la construction est prépondérant sur la commune puisqu'il représente 31,6 % du nombre total d'établissements de la commune (6 sur les 19 entreprises implantées  à Mascarville), contre 12 % au niveau départemental.

### Agriculture
|               | 1988 | 2000 | 2010 | 2020 |
| ------------- | ---- | ---- | ---- | ---- |
| Exploitations | 10   | 7    | 4    | 6    |
| SAU (ha)      | 335  | 200  | 175  | 302  |

La commune est dans le Lauragais, une petite région agricole occupant le nord-est du département de la Haute-Garonne, dont les coteaux portent des grandes cultures en sec avec une dominante blé dur et tournesol. En 2020, l'orientation technico-économique de l'agriculture  sur la commune est l'élevage de volailles. Six exploitations agricoles ayant leur siège dans la commune sont dénombrées lors du recensement agricole de 2020 (dix en 1988). La superficie agricole utilisée est de 302 ha,,.

## Culture locale et patrimoine

### Lieux et monuments
- Moulin à vent en Carretou du XVIIe siècle inscrit monument historique par arrêté du 27 janvier 1992[37].
- Église Saint-Étienne.
- Château de Mascarville et parc inscrit monument historique par arrêté du 17 novembre 1992[38].

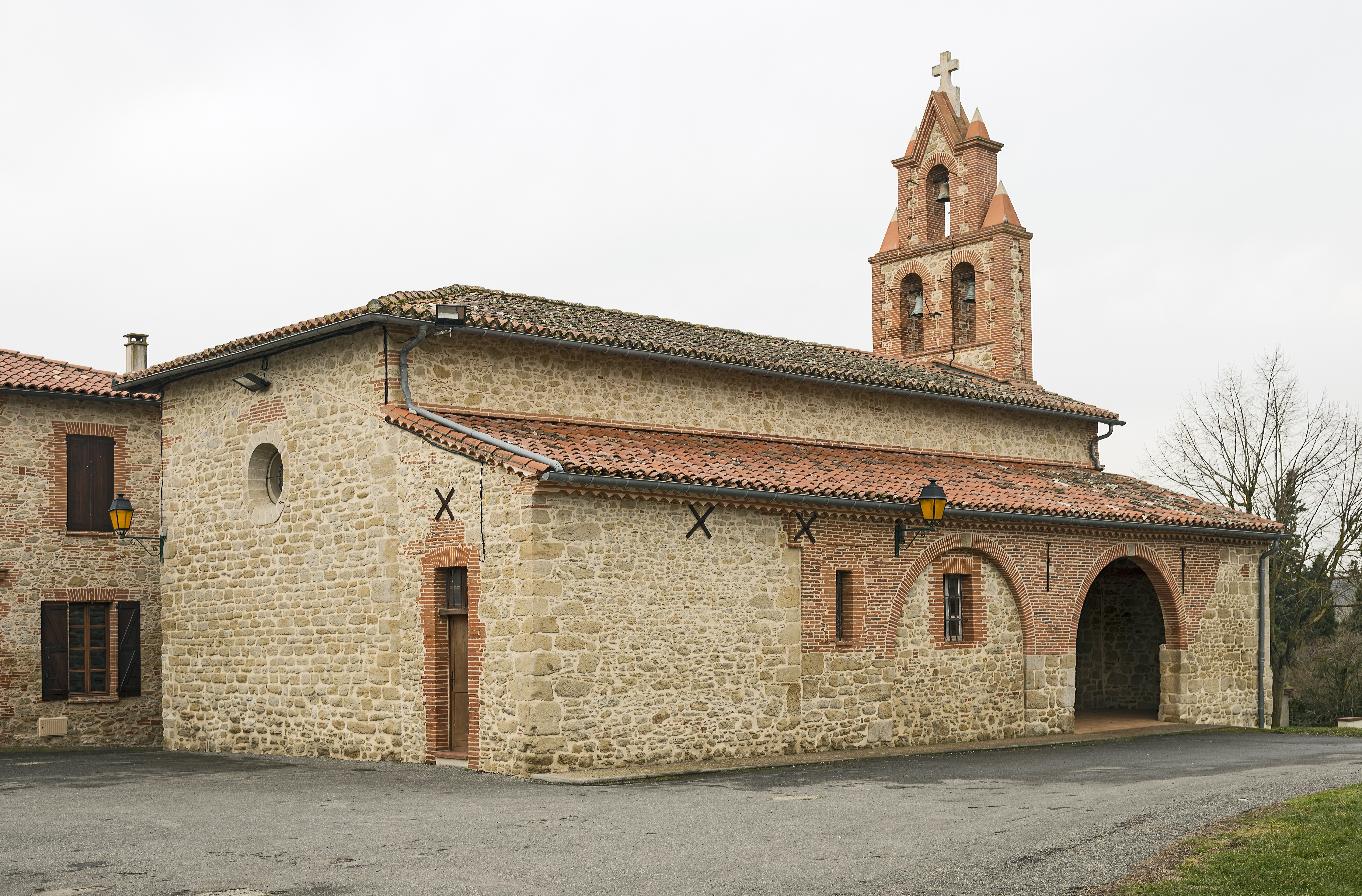
L'église Saint-Étienne
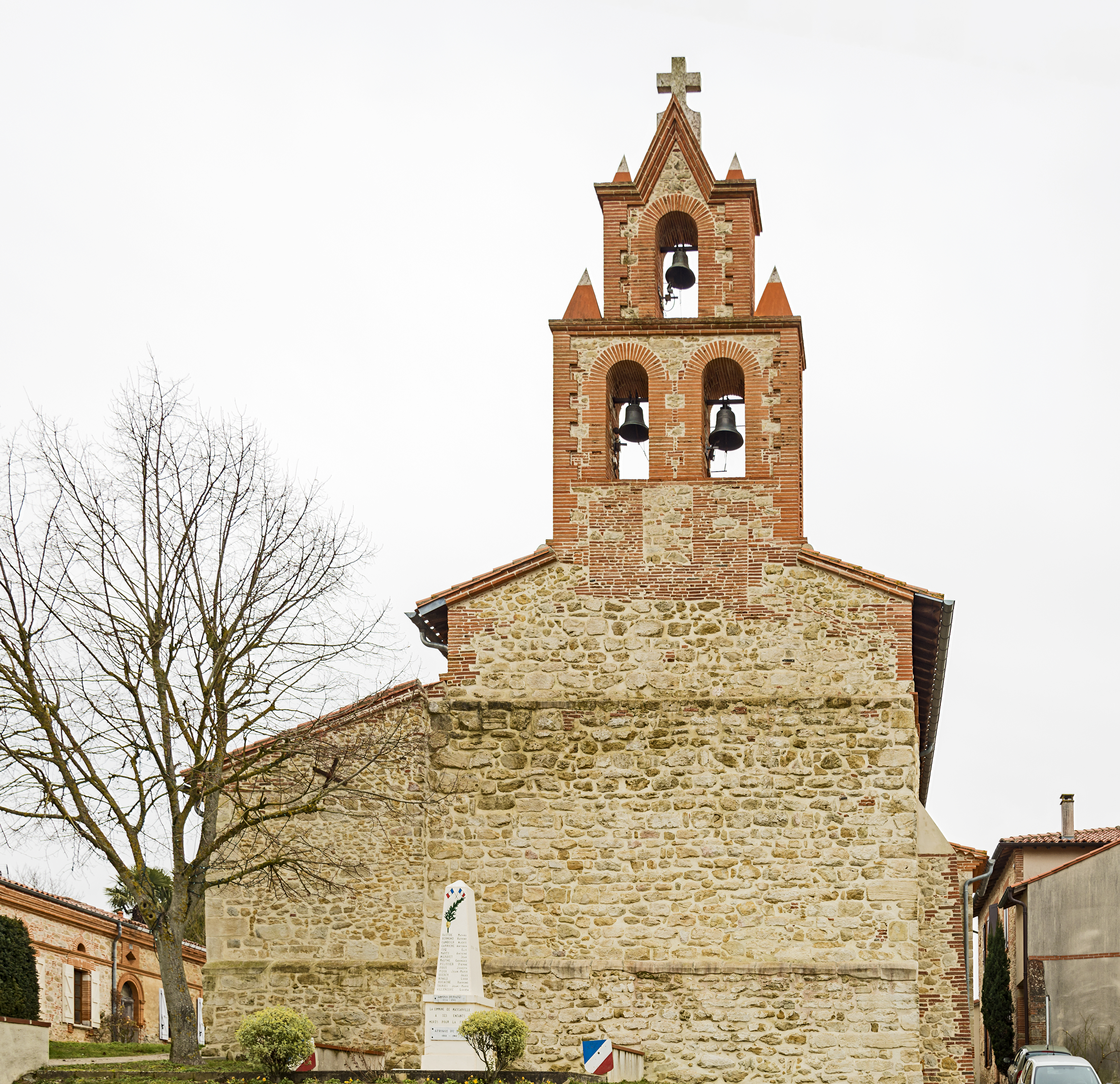
Le clocher-mur de l'église Saint-Étienne

### Personnalités liées à la commune
- André Le Nôtre
- A.Trantoul père et fils

## Pour approfondir